# Шрейбер, Николай Николаевич (офицер)
Николай Николаевич Шрейбер — (22.03.1873, Санкт-Петербург, — 23.11.1931, Лондон) — русский морской офицер, генерал-майор флота, изобретатель, создатель основных образцов минного оружия русского флота, участник русско-японской и Первой мировой войн.

## Биография
Дворянин. Родился в семье прокурора Санкт-Петербургского окружного суда Николая Николаевича Шрейбера и Анастасии Карловны Шрейбер (Хансен).
xx.xx.1889 — Поступил в Морской корпус
xx.xx.1893 — Окончил Морской корпус. В звании мичмана назначен на Черноморский флот.
xx.xx.1895-xx.09.1896 — Окончил Минный офицерский класс в Кронштадте.
xx.xx.1899 — Минный офицер 1-го разряда. Участвует в проведении опытов по использованию беспроволочного телеграфа на судах Черноморского флота.
xx.xx.1901 — Флаг-офицер при Главном командире флота и портов Черного моря.
18.03.1904 — По требованию С. О. Макарова прибыл в Порт-Артур для организации воздушного наблюдения с воздушных змеев.
05.04.1904 — И. д. Главного минера крепости Порт-Артур. Организовывал минные постановки.
28.07.1904 — В качестве флагманского минного офицера участвовал в бою в Жёлтом море на ЭБР «Цесаревич», на завершающем этапе боя командовал кормовой башней главного калибра.
xx.xx.1907 — Заведующий делами по минам заграждения и тралам в Минном отделе Морского технического комитета.
22.04.1907 — Капитан 2-го ранга.
04.06.1908 — Помощник Главного инспектора минного дела. Курировал строительство подводного минного заградителя «Краб».
19.10.1911 — Помощник начальника Минного отдела ГУК.
xx.03.1912 — Переведён в береговой состав флота.
01.01.1913 — Капитан 1-го ранга за отличие.
03.08.1914 — Заведующий делами о минах заграждения и тралах с правами начальника отдела.
09.01.1916 — Заведующий технической частью штаба Начальника Минной обороны Балтийского моря.
Лето 1916 — Участвовал в минно-заградительных операциях ЧФ у Босфора и у болгарского порта Варна.